# کمیته صدنفره
کمیته صدنفره یک گروه ضدجنگ و صلح‌طلب در کشور انگلستان بود. این کمیته در سال ۱۹۶۰ با امضای صدنفر از فعالان صلح انگلیسی همچون برتراند راسل، مایکل اسکات و دیگران برپا شد. این گروه از مخالفان سرسخت سلاح‌های هسته‌ای و جنگ و کشتار بودند. حامیان این سازمان برای رسیدن به اهداف خود از مقاومت بدون خشونت و نافرمانی مدنی بهره می‌بردند.